# Itaberaí
Itaberaí là một đô thị thuộc bang Goiás, Brasil. Đô thị này có diện tích 1471 km², dân số năm 2007 là 30170 người, mật độ 20,5 người/km².